# Трудовое (Акимовский район)
Трудовое (укр. Трудове) — посёлок,
Переможненский сельский совет,
Акимовский район,
Запорожская область,
Украина.
Код КОАТУУ — 2320383611. Население по переписи 2001 года составляло 226 человек .

## Географическое положение
Посёлок Трудовое находится в 6-и км от посёлка Переможное.

## Происхождение названия
На территории Украины 21 населённый пункт с названием Трудовое.

## История
- 1932 год — дата основания как село День Парижской Коммуны.
- В 1961 году переименовано в село Трудовое.